# Pseudoudálost
Pseudoudálost je pojem, který do studia masových médií vnesl roku 1961 Daniel Joseph Boorstin, a to ve své knize The Image. Guide to Pseudo-events in America. Boorstin pseudoudálost definuje jako událost, která je inscenovaná pro média a bez jejich existence by se nestala. 
Na rovině mediální produkce výsledek pseudoudálosti Boorstin nazývá „syntetická zajímavost“. Dle jeho mínění systetické zajímavosti vytlačují z médií „aktuální skutečnost“.
Typickou pseudoudálostí jsou tiskové konference, politická prohlášení apod. Dnes však rysy pseudoudálosti nese většina sociálních jevů, neboť sociální aktéři vědí, že média existují a povětšinou usilují o to, aby o nich referovala (například přidávání barviva do jídla koním královské gardy v Británii, aby jejich exkrement měl v televizi pastelovou barvu, jak připomněl Umberto Eco). 
Boorstinův pojem přijali a rozvinuli David Altheide a Robert Snow ve svém konceptu „mediální logiky“.